# ZynAddSubFX
ZynAddSubFX ist ein freier polyphoner und multitimbraler Software-Synthesizer für GNU/Linux, macOS und Windows. Die Ansteuerung erfolgt über MIDI. Zur Erzeugung des Klanges benutzt die Software additive, subtraktive sowie Fourier-Klangsynthese. Zudem sind verschiedene klassische Effekte anwendbar. ZynAddSubFX ermöglicht Mikrointervalle mit bis zu 128 Noten pro Oktave und die Nachbildung alternativer Stimmungen. Unter Linux ist ZynAddSubFX kompatibel mit dem JACK-Soundserver.
Seit der ersten Veröffentlichung im Jahr 2002 wird ZynAddSubFX von Paul Nasca entwickelt.